# Resolutie 991 Veiligheidsraad Verenigde Naties
Resolutie 991 van de Veiligheidsraad van de Verenigde Naties werd unaniem aangenomen op 28 april 1995. De resolutie bevestigde dat de ONUSAL-waarnemingsmissie op 30 april definitief werd beëindigd.

## Achtergrond
Begin jaren 1980 waren de landen Nicaragua, Honduras en ook El Salvador in conflict met elkaar. In Nicaragua voerden allerlei groeperingen een gewapende strijd tegen de overheid. Die groeperingen werden heimelijk gesteund door de Verenigde Staten. Die laatsten gingen ook een overeenkomst aan met Honduras tegen communistische bewegingen in Nicaragua en El-Salvador.
In El Salvador was een burgeroorlog begonnen tussen de overheid en de communistische beweging FMLN. Rond 1990 werd onderhandeld over vrede; wat in 1992 leidde tot de Vrede van Chapultepec.

## Inhoud
De Veiligheidsraad:
- herinnert aan al zijn vorige resoluties inzake de kwestie-El Salvador;
- heeft het rapport van secretaris-generaal Boutros Boutros-Ghali in beschouwing genomen;
- heeft ook het rapport van de mensenrechtenafdeling van ONUSAL van 18 april 1995 in beschouwing genome;.
- erkent tot zijn tevredenheid dat El Salvador zich van een conflictland tot een vreedzame democratische natie heeft ontwikkeld;
- prijst de lidstaten die personeel hebben bijgedragen aan ONUSAL;
- herinnert aan de brieven van de secretaris-generaal (6 februari 1995) en de voorzitter van de Veiligheidsraad (17 februari 1995);

1. looft de verwezenlijkingen van ONUSAL onder gezag van de secretaris-generaal en diens speciale vertegenwoordigers;
2. verwelkomt de blijvende inzet van de overheid en het volk van El Salvador voor verzoening, stabilisatie en politieke ontwikkeling;
3. dringt bij El Salvador, de FMLN en alle overige betrokkenen in El Salvador aan op een versnelde uitvoering van de vredesakkoorden en samenwerking, zodat ze hun beloften nakomen en het vredesproces niet meer in gevaar komt;
4. vraagt landen en internationale instellingen om El Salvador te blijven steunen;
5. bevestigt dat het mandaat van ONUSAL op 30 april zal eindigen, in overeenstemming met resolutie 961.

## Verwante resoluties
- Resolutie 920 Veiligheidsraad Verenigde Naties (1994)
- Resolutie 961 Veiligheidsraad Verenigde Naties (1994)
- Resolutie 1094 Veiligheidsraad Verenigde Naties (1997)

Lijst ·  970 ·  971 ·  972 ·  973 ·  974 ·  975 ·  976 ·  977 ·  978 ·  979 ·  980 ·  981 ·  982 ·  983 ·  984 ·  985 ·  986 ·  987 ·  988 ·  989 ·  990 ·  991 ·  992 ·  993 ·  994 ·  995 ·  996 ·  997 ·  998 ·  999 ·  1000 ·  1001 ·  1002 ·  1003 ·  1004 ·  1005 ·  1006 ·  1007 ·  1008 ·  1009 ·  1010 ·  1011 ·  1012 ·  1013 ·  1014 ·  1015 ·  1016 ·  1017 ·  1018 ·  1019 ·  1020 ·  1021 ·  1022 ·  1023 ·  1024 ·  1025 ·  1026 ·  1027 ·  1028 ·  1029 ·  1030 ·  1031 ·  1032 ·  1033 ·  1034 ·  1035